# Othmar Wickenheiser
Othmar Wickenheiser (* 4. August 1962 in Worms) ist ein deutscher Automobildesigner, Hochschullehrer und Autor.

## Leben
Othmar Wickenheiser studierte Verfahrenstechnik und Maschinenbau an der Technischen Universität Clausthal. Er war Stipendiat des Art Center College of Design in Pasadena (Kalifornien) mit dem Schwerpunkt Transportation Design. Seine Dissertation beschäftigte sich mit dem Forschungsschwerpunkt Automobildesign.
Nach kurzem Aufenthalt bei Isuzu Motors in Japan 1989 war Wickenheiser zunächst fünf Jahre als Exterieur-Designer bei Audi in Ingolstadt beschäftigt, bevor er den Bereich Design Kultur mitverantwortete.
Von 1991 bis 1996 erfüllte Wickenheiser Lehraufträge an der Kunstuniversität Linz, von 1993 bis 1996 Lehraufträge für Automobil-Design an der Fachhochschule München. Seit 1996 ist er Professor für Transportation Design an der Fakultät für Design der Hochschule München. Er wurde vom Senat in das Leitungsgremium der Hochschule München gewählt, dem er als Vizepräsident vom Oktober 2000 bis zum April 2001 angehörte.
Wickenheiser ist Ehrenprofessor an der Academy of Art and Design Bratislava. Seit 1998 ist er Mitglied im Rat für Formgebung und im International Council of Societies of Industrial Design (ICSID) „Roster of Experts“ für Transportation Design.

## Veröffentlichungen
- Audi-Design. Berlin 2006, ISBN 978-3-89479-160-5
- Car design studies. Bielefeld 2007, ISBN 978-3-7688-1994-7
- Audi-Design-Projekt. Königswinter 2009, ISBN 978-3-86852-170-2
- MINI DESIGN Past Present Future, Stuttgart 2009, ISBN 978-3-613-03123-4
- LAMBORGHINI DESIGN PROJEKT Raw Material, Aachen 2011, ISBN 978-3-86858-664-0
- Audi Design - Between Evolution and Revolution, Bielefeld 2016, ISBN 978-3768837828
- Mercedes Benz Design Projekt - Electric High Speed, Herzogenrath 2018, ISBN 978-3-95631-626-5
- Porsche 911 Design Projekt - The next 60 years, Reutlingen 2020, ISBN 978-3-948046-17-0